# Georges Lüchinger
Georges Lüchinger (* 4. Dezember 1965 in Montlingen) ist ein liechtensteinisch-schweizerischer Moderator, Showmaster, Kommunikationsunternehmer und Sportfunktionär. Er gilt als die «Stimme des Spengler Cups».

## Leben

### Kindheit und Familie
Georges Lüchinger wurde am Barbaratag 1965 in Montlingen geboren. Er wuchs in einer Drei-Generationen-Familie auf, bestehend aus seinen Eltern, Geschwistern, dem Grossvater sowie seinem behinderten Onkel. Schon früh war Lüchinger als Fussballspieler engagiert. Sein Wunsch, eine Schauspielschule zu besuchen, ging nicht in Erfüllung. Beim Oberrieter Unternehmen Kolb machte er deshalb eine Lehre zum Mechaniker. Lüchinger besuchte auch eine Rekrutenschule und eine Kaufmännische Abendschule. Später arbeitete er im Bereich Personalvermittlung, fand jedoch zu einem Lokalradio und arbeitete sich zum «Radio-Sportchef» in St. Gallen hoch.
Seit 1998 ist Lüchinger mit der Ruggellerin Claudine Lüchinger-Kind verheiratet. Lüchinger ist der Vater von Simon Lüchinger und dessen älterer Schwester Julia.

### Sportler- und Trainerkarriere
1988 wurde Lüchinger Trainer des USV Eschen-Mauren, für den er auch spielte. Im Liechtensteiner Cup 1988/89 war es Lüchingers entscheidendes Tor, das den favorisierten FC Vaduz aus dem Wettbewerb warf. 1989 trainierte er den FC Ruggell gemeinsam mit seinem Bruder Jimmy Lüchinger. Sein Bruder war in der Funktion des Spielertrainers, Lüchinger selbst war Mittelfeldspieler. 1991 wurde Lüchinger als Ruggell-Trainer durch Walter Büchel ersetzt. Das Volksblatt erwähnte Lüchinger im April 1996 als Trainer des FC Widnau. Im Jahr 2000 fungierte Lüchinger als Assistenztrainer von Goran Stanisavljević bei Austria Lustenau.

### Moderationen
Seit 1991 ist Lüchinger Speaker der Tour de Suisse. Dabei ist auch Lüchingers Kommunikationsagentur tätig. Zudem ist Lüchinger als Speaker des Spengler Cups bekannt. Eine ebensolche Position hatte er bei der Eishockey-Weltmeisterschaft 1998 inne.
2004 war Lüchinger Moderator des Europäischen Jahres der Erziehung durch Sport in Vaduz.
Das Internationale Olympische Komitee nominierte ihn zum Speaker der Olympischen Winterspiele 2006. Er absolvierte ein entsprechendes Casting des IOC.
2007 führte Lüchinger durch das Programm «Der Schweizer Aktienmarkt - So ein Theater!». Teil des Programms war auch der Kabarettist Markus Linder.
Seit dem Debüt der Auszeichnung im Jahr 2010 moderiert Lüchinger jährlich die LFV-Awards.
Als Showmaster moderierte Lüchinger die Eröffnungs- und Schlussfeier der zweiten LieGames (→ Spiele der kleinen Staaten von Europa 2011).
Einen weiteren besonderen Auftritt hatte Lüchinger bei der «Geburtstagsfeier» Liechtensteins, anlässlich des 300. Jubiläums seines Heimatlandes. Gäste waren unter anderem der Landesfürst Hans-Adam II., Erbprinz Alois, Bundespräsident Alexander Van der Bellen, Bundespräsident Frank-Walter Steinmeier sowie Bundespräsident Ueli Maurer. Das Programm wurde live im Landeskanal übertragen. Beim Staatsfeiertag 2019 wurde Lüchinger ebenfalls als Moderator eingesetzt.
Das Liechtenstein Olympic Committee beauftragt Lüchinger jährlich als Moderator des Galaabends «Nacht des Sports», bei dem der liechtensteinische Sportler des Jahres gekürt wird.
Lüchinger moderiert auch regionale Veranstaltungen in seiner Heimatregion, beispielsweise die Altacher «Lichtblicke» und war Moderator bei der Tour de France und beim Zürcher Sechstagerennen.

### Funktionärsarbeit

#### Im Fussball
Von 2001 bis 2008 war Lüchinger Kommunikationsleiter beim Liechtensteinischen Olympischen Sportverband. Bei den Olympischen Winterspielen 2002 vertrat Lüchinger den Sportverband mit anderen Funktionären, unter anderem Nora von Liechtenstein. Auf seiner Reise nach Salt Lake City herrschte grosser Andrang der Bordbesatzung um die Anstecknadeln des Sportverbandes. In Salt Lake City kam es zu einem Autounfall, als Lüchingers Chauffeur über eine rote Ampel fuhr. Anlässlich der Abreise ereignete sich ein Arbeitsfrühstück zwischen der Delegation und der Botschafterin Claudia Fritsche. Sein Nachfolger als Kommunikationsleiter wurde Robert Büchel-Thalmaier. Lüchinger wurde Chef de Mission des Sportverbandes für die Spiele der kleinen Staaten von Europa 2003, 2005 und 2007. Von 2006 bis 2011 war Lüchinger Kommunikationsleiter und Vizepräsident des LFV und Stadionsprecher beim FL1-Aktiv-Cup. Anlässlich des 75. Jubiläums des Liechtensteiner Fußballverbandes und des anschliessenden Gala-Dinners mit Sepp Blatter und Michel Platini in Vaduz präsentierte Lüchinger im September 2009 als LFV-Marketingleiter das Buch «75 x Fussball». Lüchinger kandidierte im Jahr 2015 erfolglos als Präsident des LFV. In seinem Engagement moderiert er Pressekonferenzen für den Verband.
Lüchinger sitzt im Verwaltungsrat der BSC Young Boys und ist Organisator des Liechtenstein Sommer Cup.

#### Im sonstigen Sport, in den Medien und in der Wirtschaft
2003 starteten die Schweizer Strassen-Radmeisterschaften im Unterländer Ruggell. Dabei beauftragte Swiss Cycling den Velo-Club Ruggell und den Liechtensteiner Radfahrerverband für die Durchführung. Hierbei wurde Lüchinger als Medienleiter bestimmt.
2004 wurde Lüchinger Mitglied des Verwaltungsrates beim Liechtensteinischen Rundfunk. In seine Mitgliedszeit fiel auch der Rücktritt des Vizepräsidenten Egon Gstöhl.
Beim Racer Bikes Cup 2007, 2009 und 2011 setzte der Träger des Wettbewerbs, der Radfahrerverein Schaan, Lüchinger als Kommunikationsverantwortlichen ein.
Auch initiierte Lüchinger schon Sportveranstaltungen, zum Beispiel ein Zusammentreffen der Teams ZSC Lions, Eisbären Berlin, HC Davos und Red Bull Salzburg in der Widnauer Kunsteisbahn Mittelrheintal im Jahr 2009. Beim HC Davos fungiert Lüchinger als Speaker.
Für den Schweizer Fahrradhersteller BMC Switzerland war er Communications Manager. Beim Schweizer Hörsystemhersteller Phonak war er Pressesprecher.
Bei der Casino Admiral AG ist Lüchinger Medienbeauftragter. In dieser Funktion trat er unter anderem bei der Gründung des Casino-Verband Liechtenstein in Erscheinung.
Lüchinger ist Sportrat unter der liechtensteinischen Regierung und Delegierter bei der UEFA.
Lüchinger ist Organisator bedeutender Messen, wie der WIGA oder der LIHGA, und gilt als «Gesicht» der genannten Messen. Zudem ist Lüchinger Organisator der «Schaaner Wesa» – einem liechtensteinischen Oktoberfest-Pendant.
Er war Mitorganisator der «Liechtensteiner Schlagernacht», an dem schon Vanessa Mai und Johnny Logan teilnahmen.

## Trivia
- Als Lüchinger bei der Auftaktveranstaltung für die Regierungskampagne «bewussterleben» die Frage stellte, wer einen «inneren Schweinehund» habe, erhob sich der ganze Saal.[65]

- Lüchinger moderierte auch das Liechtensteiner Wirtschaftsforum. 2015 liess Carla Del Ponte Lüchinger kaum mehr Zeit, sie vorzustellen, da sie nicht wollte, «dass die Leute ihretwegen auf den Apéro warten».[66]